# زیمون هندل
زیمون هندل (انگلیسی: Simon Handle؛ زادهٔ ۲۵ ژانویهٔ ۱۹۹۳) بازیکن فوتبال اهل آلمان است.
از باشگاه‌هایی که در آن بازی کرده‌است می‌توان به باشگاه فوتبال ارتسگبیرگ آئو و باشگاه فوتبال ردبول زالتسبورگ اشاره کرد.